# Pædagogiske år
|  | Denne artikel er oprettet af botten PalnaBot ud fra en ekstern database. Den kan derfor have sproglige fejl eller mangler. Denne skabelon kan fjernes efter kontrol af indholdet. |

Pædagogiske år er en film instrueret af Lars Otto, Søren Rud.

## Handling
En film lavet af gymnasieelever - gymnasieskolen set indefra. Gennem klip fra timer og frikvarterer - interviews med elever og lærere. Gennem klip fra eksamen - afslutningen på tre (pædagogiske?) år.